# 16 Kompania Chemiczna
16 Kompania Chemiczna (16 kchem) – dawny pododdział Wojsk Chemicznych Sił Zbrojnych RP (JW Nr 2825).
Kompania została sformowana w garnizonie Elbląg, na podstawie rozkazu Nr Pf 41 dowódcy Wojsk Lądowych z dnia 2 marca 2001, w składzie 16 Pomorskiej Dywizji Zmechanizowanej im. Króla Kazimierza Jagiellończyka. Jednostka nawiązuje do tradycji 61 Kompanii Chemicznej 16 Kaszubskiej Dywizji Pancernej, która istniała w latach 1957–1994 w koszarach przy ul. Grottgera w Elblągu. W 2010 roku jednostka została rozformowana.
Dowódcy kompanii
- kpt. Juliusz Sawicki
- kpt. Ryszard Pięta
- kpt. Paweł Jaceczko